# Teté Puebla
Delsa Esther Puebla Viltre conocida también como Teté Puebla (Yara, 9 de diciembre de 1940) es una militar y política cubana, actual jefa de la Oficina de Atención a Combatientes y diputada a la Asamblea Nacional del Poder Popular. Fue guerrillera en Sierra Maestra en 1957 y perteneció al pelotón de "Las Marianas". En 1994 fue ascendida al grado de coronel de las Fuerzas Armadas Revolucionarias de Cuba, y el 24 de julio de 1996 a general de Brigada convirtiéndose en la primera mujer general de Cuba.

## Trayectoria
Su padre era campesino y su familia pertenecía al Movimiento 26 de Julio. Tiene ocho hermanos y fue criada por sus abuelos. Quería estudiar para maestra, ha explicado en sus entrevistas.
En su juventud, participó en la Revolución Cubana apoyando al Movimiento 26 de Julio. Vendió bonos, trasladó bombas y armas hasta que en 1957, a los 16 años, decidió también hacerse guerrillera y subir a Sierra Maestra.  Realizó diversas misiones por parte de la Comandancia en Santiago de Cuba e integró el pelotón femenino Mariana Grajales. Fue marchante junto a Fidel Castro durante la Caravana de la Libertad y posteriormente ayudó en la atención de las familias de los combatientes. 
El 4 de enero de 1959 regresó a Santiago de Cuba. Fue nombrada directora del Departamento de Asistencia a las Víctimas de la Guerra. El 24 de mayo de 1959 fue ascendida al grado de capitán.
En febrero de 1963 se situó al frente del Departamento de Educación en el Estado Mayor del Ejército Oriental, desde el que reclutó y ubicó maestros para alfabetizar a los rebeldes. En agosto de 1964 fue designada para atender las Granjas Infantiles para huérfanos de guerra y la Seguridad Social en el Ejército Occidental. En abril de 1966 fue trasladada al Estado Mayor de una unidad especial, para ocuparse de las necesidades de los familiares de aquellos combatientes que cumplían misiones en el exterior. En marzo de 1969, por orden del Comandante en Jefe, Fidel Castro, comenzó a dirigir el Plan Ganadero Guaicanamar, en la zona de Jaruco, en la provincia de La Habana.
En octubre de 1978 ocupó la jefatura de la sección militar del Partido Comunista en la misma provincia, hasta que en 1985 asumió la dirección de Atención a Combatientes, Familiares de Internacionalistas y Mártires de la Revolución.
En 1994 fue ascendida al grado de coronel, y el 24 de julio de 1996 al de general de Brigada de las Fuerzas Armadas Revolucionarias de Cuba  convirtiéndose la primera mujer en la historia de Cuba en ostentar este grado militar.
También fue integrante del Comité Nacional de la Federación de Mujeres Cubanas. 
En 2008 fue elegida diputada a la Asamblea Nacional del Poder Popular de Cuba en la VII Legislatura en la Comisión Permanente de la Defensa. En 2013 fue reelegida diputada en la VIII legislatura.

## Condecoraciones
El 2 de diciembre de 2001, fue condecorada por Fidel Castro como "Heroína de la República de Cuba," el más alto honor que confiere la nación de Cuba.

## Vida personal
En 1960 contrajo matrimonio con Raúl Castro Mercader, actualmente general de Brigada de las FAR. Es madre de tres hijos, Fidel, Raúl y Laura, y tiene cinco nietos.